# Timandra suffumata
Timandra suffumata är en fjärilsart som beskrevs av Louis Beethoven Prout 1913. Timandra suffumata ingår i släktet Timandra och familjen mätare. Inga underarter finns listade i Catalogue of Life.